# راس الصيح (الرضمة)

تعديل مصدري - تعديل

راس الصيح محلة تابعة لقرية بيت السباعيى، التابعة لعزلة كحلان بمديرية الرضمة إحدى مديريات محافظة إب في الجمهورية اليمنية.، بلغ تعداد سكانها 100 حسب تعداد اليمن لعام 2004.